# تام بادلی
توماس بادلی (به انگلیسی: Thomas Baddeley) (زادهٔ ۲ نوامبر ۱۸۷۴ - درگذشته 	۲۴ سپتامبر ۱۹۴۶) بازیکن فوتبال اهل کشور انگلستان که سابقهٔ بازی در تیم ملی فوتبال انگلستان را در کارنامهٔ خود دارد. وی در تاریخ ۱۴ فوریه ۱۹۰۳ نخستین بازی ملی خود را در مقابل تیم ملی فوتبال ایرلند انجام داد و با حضور در ۵ بازی ملی، در تاریخ ۹ آوریل ۱۹۰۴ واپسین بازی ملی‌اش را در برابر تیم ملی فوتبال اسکاتلند برگزار کرد.